# Ki nyer ma? (Született feleségek)
A Ki nyer ma? (My Two Young Men) a Született feleségek (Desperate Housewives) című amerikai filmsorozat százhuszonkilencedik epizódja. Az Amerikai Egyesült Államokban először az ABC (American Broadcasting Company) adó vetítette 2010. március 21-én.

## Az epizód cselekménye
Lynette magán kívül van, miután egy ágyban találja Prestont és Irinát, így a fiatal pár úgy dönt, saját lakást keres. Lynette úgy véli, a fiatalok úgy is csak egy parányi lakást engedhetnek meg maguknak, így biztosan hamar szakítanak majd. Azonban kiderül, hogy Preston ott akarja hagyni a tanulást és állást vállalni, így egy három hálószobás lakást készülnek megvenni. Lynette elmondja Irinának, hogy tudja, a fia hibát követ el azzal, hogy elveszi őt, és hogy amíg csak él, harcolni fog ellene. Irina azonban újabb hírrel szolgál: az esküvőt már a jövő héten megtartják.
M. J. és Juanita is indul az iskolai csokoládé eladó versenyen. Mindkét gyerek szeretne nyerni: M. J. úgy érzi, neki sosem sikerül semmi, Juanita pedig nehezen talál barátokat az új iskolában. Így Susan és Gaby minden mocskos eszközt felhasznál, hogy a saját gyereke nyerjen. Amikor azonban a véres harc a tetőfokára hág, Juanita elmondja Susannek, hogy azért szeretne nyerni, hogy az anyukája, aki mindig új barátok szerzésére ösztökéli, végre büszke legyen rá. Susan végül elmondja M. J.-nek, hogy azzal nyer igazán, ha átengedi a díjat Juanitának.
Andrew nem örül túlságosan, amikor megtudja, hogy Sam a féltestvére, és igazi botrányt rendez a Bree által adott családi vacsorán: miután Bree Samnek akarja adni Rex régi gitárját, Andrew összetöri. Bree úgy érzi, visszakapta Rex egy részét, mert Sammel végre beszélhetett róla és miközben igazi családtagot faragna a fiúból, Orson és Andrew úgy döntenek, kiderítik, miben is sántikál Sam.
Angie megnyugtatja Nicket, hogy mindig is őt tekintette Danny igazi apjának, és megígérteti vele, hogy sosem beszél a fiúnak Patrick Loganről. Nick végül tartja magát az ígéretéhez. Eközben New Yorkban Patrick ellátogat Rose szomszédjához, aki elmondja neki, hol bujkál Angie. Azonban amikor a hölgy túl sokat kérdezősködik, a férfi végez vele.
Katherine és Robin kapcsolata mindenki tudomására jut a partin, amit Mrs. McCluskey szerencsés gyógyulásának örömére rendeznek. Katherine-t túlságosan is zavarja, mit gondolnak az emberek. Végül úgy dönt, Párizsba megy Robinnal.

## Mary Alice epizódzáró monológja
- A narrátor, Mary Alice monológja az epizód végén így hangzik (a magyar változat alapján):

"Számtalan módja van annak, hogy győzzünk ebben a világban. Vannak csaták, melyek egy hirtelen visszavonulóval nyerhetőek meg. Vannak babérok, melyek csak némi csalással arathatók le. Vannak ellenfelek, akik egy egyszerű mosollyal győzhetők le. Na persze vannak, akiknek a győzelem önmagában nem elég, valaki másnak veszítenie kell."

## Epizódcímek más nyelveken
- Angol: My Two Young Men (Az én két ifjúm)
- Francia: Merci pour les chocolats (Köszi a csokoládét)
- Olasz: Vincitori e vinti (Győztesek és vesztesek)
- Német: Der perfekte Sohn (A tökéletes fiú)
- Lengyel: Dwaj młodzi mężczyźni (Két ifjú)